# Argot baille
L’argot baille est le vocabulaire développé par l'École navale.

## Origine
L'École navale est traditionnellement appelée la Baille (et non pas la « navale » qui était le surnom de l’École de Santé navale de Bordeaux). Son argot est riche et développé principalement à partir de l'argot de marine. 
Quelques exemples : le commandant en second est la « veuve ». Les « éléphants » ou « pékins » sont les civils. Le « bordache » (anciennement « type-baille ») est l'élève. Le « chaf(f)ustard » est le mécanicien. Les « bichons » ou « bichous » sont les godillots. Les « (mo)losses » sont les officiers mariniers responsables de la discipline). La « carlingue » est l'architecture navale qu'il faut « ramorder » (bûcher à fond). Enfin,  on trouve aussi les « chansons-baille », dont aucune n'est paillarde, et les « farces du bord », dont la plus connue consistait à passer sous le hamac d'un camarade et à le (faire cha)virer en faisant le gros dos. 
L'ancienne référence en matière d'argot-Baille est l'ouvrage éponyme du capitaine de frégate Roger Coindreau, illustré par Luc-Marie Bayle, 1957.
Depuis septembre 2017, le dictionnaire de l'argot-Baille, JeuMeu, préface de l'amiral Pierre-François Forissier (anc. Chef d'état-major de la Marine), avant-propos du professeur émérite Jean Pruvost, 1780 entrées,132 illustrations de Max Moulin (EN), Éric Vicaire (EN) et Pierre-Antoine Rousseaux (EN), plus 13 xylographies de Paul Jazet extraites de Histoire de l'École navale [et des institutions qui l'on précédée] par "un ancien officier", en fait : Géraud(-)Bastet, pseudo de Flavien Pech de Cadel (ESM 1870) ; Quantin, 1889 ; Turriers : Naturalia publications, est devenu la référence.